# Las Candelarias Bienes Comunales
Las Candelarias Bienes Comunales är en ort i Mexiko.   Den ligger i kommunen Las Margaritas och delstaten Chiapas, i den sydöstra delen av landet, 900 km öster om huvudstaden Mexico City. Las Candelarias Bienes Comunales ligger 2 080 meter över havet och antalet invånare är 251.
Terrängen runt Las Candelarias Bienes Comunales är varierad. Las Candelarias Bienes Comunales ligger uppe på en höjd. Runt Las Candelarias Bienes Comunales är det ganska glesbefolkat, med 30 invånare per kvadratkilometer. Närmaste större samhälle är Gabino Vázquez San Sebastián, 19,3 km väster om Las Candelarias Bienes Comunales. I omgivningarna runt Las Candelarias Bienes Comunales växer i huvudsak städsegrön lövskog.